# 下宇坂村
下宇坂村（しもうさかむら）は福井県足羽郡にあった村。現在の福井市にあたる。

## 地理
- 山岳 ： 剣ヶ岳
- 河川 ： 足羽川

## 歴史
- 1889年（明治22年）4月1日 - 町村制の施行により、足羽郡高田村、宇坂大谷村、田尻村、三万谷村、三万谷別所村、市波村、福島村、大久保村、奈良瀬村、小和清水村及び獺ヶ口村の区域をもって、足羽郡下宇坂村が発足する。
- 1955年（昭和30年）2月11日 - 大野郡芦見村、羽生村、上味見村、下味見村、足羽郡下宇坂村及び上宇坂村が合併して、足羽郡美山村が発足する。

## 交通

### 鉄道路線
現在は旧村域に越美北線の越前高田駅・市波駅・小和清水駅が所在するが、当時は未開業。

### 道路
- 国道158号